# Nissan Tsuru
Pour les articles homonymes, voir Tsuru (homonymie).
La Nissan Tsuru est une berline tricorps fabriquée au Mexique par le constructeur japonais Nissan. Sortie en 1992, elle est basée sur la Nissan Sunny de l'époque. Elle est essentiellement diffusée au Mexique mais figure aussi au catalogue Nissan au Venezuela ainsi qu'en Colombie (où elle s'appelle alors Sentra Classico).